# Rizah Mešković
Rizah Mešković (* 10. srpna 1947, Tuzla) je bývalý jugoslávský fotbalový brankář bosňácké národnosti. Po skončení aktivní kariéry působil jako trenér. 

## Fotbalová kariéra
V jugoslávské lize hrál za FK Sloboda Tuzla a Hajduk Split, nastoupil ve 204 ligových utkáních a s Hajdukem vyhrál dvakrát ligu a dvakrát pohár. V letech 1976-1979 hrál v nizozemské lize za AZ Alkmaar, nastoupil v 68 ligových utkáních a v roce 1978 s týmem vyhrál nizozemský pohár. Po návratu do Jugoslávie hrál v lize za FK Sloboda Tuzla. Kariéru zakončil v nižších soutěžích v týmech FK Budućnost Banovići, FK Radnik Bijeljina, NK Bratstvo Gračanica a NK Orebić. V Poháru mistrů evropských zemí nastoupil v 6 utkáních, v Poháru vítězů pohárů nastoupil v 1 utkání a v Poháru UEFA nastoupil ve 4 utkáních. Za reprezentaci Jugoslávie nastoupil v roce 1972 v přátelském utkání ve Skotsku. Byl členem jugoslávské reprezentace na Mistrovství světa ve fotbale 1974, ale v utkání nenastoupil.

## Ligová bilance
| Ročník                                   | Zápasy | Góly | Klub                |
| ---------------------------------------- | ------ | ---- | ------------------- |
| Druga savezna liga Jugoslavije 1965/1966 | 20     | 0    | FK Sloboda Tuzla    |
| Druga savezna liga Jugoslavije 1966/1967 | 33     | 0    | FK Sloboda Tuzla    |
| Druga savezna liga Jugoslavije 1967/1968 | 3      | 0    | FK Sloboda Tuzla    |
| Druga savezna liga Jugoslavije 1968/1969 | 29     | 0    | FK Sloboda Tuzla    |
| Jugoslávská Prva liga 1969/1970          | 33     | 0    | FK Sloboda Tuzla    |
| Jugoslávská Prva liga 1970/1971          | 34     | 0    | FK Sloboda Tuzla    |
| Jugoslávská Prva liga 1971/1972          | 34     | 0    | FK Sloboda Tuzla    |
| Jugoslávská Prva liga 1972/1973          | 33     | 0    | FK Sloboda Tuzla    |
| Jugoslávská Prva liga 1973/1974          | 33     | 0    | Hajduk Split        |
| Jugoslávská Prva liga 1974/1975          | 16     | 0    | Hajduk Split        |
| Jugoslávská Prva liga 1975/1976          | 4      | 0    | Hajduk Split        |
| 1. nizozemská liga 1976/1977             | 19     | 0    | AZ Alkmaar          |
| 1. nizozemská liga 1977/1978             | 34     | 0    | AZ Alkmaar          |
| 1. nizozemská liga 1978/1979             | 15     | 0    | AZ Alkmaar          |
| Jugoslávská Prva liga 1979/1980          | 18     | 0    | FK Sloboda Tuzla    |
| Jugoslávská Prva liga 1980/1981          | 3      | 0    | FK Sloboda Tuzla    |
| Druga savezna liga Jugoslavije 1983/1984 | 17     | 0    | FK Radnik Bijeljina |
| Druga savezna liga Jugoslavije 1984/1985 | 6      | 0    | FK Radnik Bijeljina |
| CELKEM 1. jugoslávská liga               | 204    | 0    |                     |
| CELKEM 1. nizozemská liga                | 68     | 0    |                     |